# 罗卡斯·吉德赖蒂斯
羅卡斯·吉德赖蒂斯（1992年8月16日—），立陶宛籃球運動員，在場上的位置是小前鋒或得分後衛。他也代表立陶宛國家籃球隊參賽。